# Zyprischer Fußballpokal 1940/41
Der Zyprische Fußballpokal 1940/41 war die siebte Austragung des zyprischen Pokalwettbewerbs. Er wurde vom zyprischen Fußballverband ausgetragen. Das Finale fand am 11. Mai 1941 im GSP-Stadion von Nikosia statt.
Pokalsieger wurde Titelverteidiger APOEL Nikosia. Das Team setzte sich im Finale gegen Titelverteidiger AEL Limassol durch. 
Alle Begegnungen wurden in einem Spiel ausgetragen. Bei unentschiedenem Ausgang wurde das Spiel um zweimal 15 Minuten verlängert. Stand danach kein Sieger fest, folgte ein Wiederholungsspiel auf des Gegners Platz.

## Teilnehmer
| First Division (4)                                                |
| ----------------------------------------------------------------- |
| - EPA Larnaka - AEL Limassol - APOEL Nikosia - Olympiakos Nikosia |

## Halbfinale
Die Spiele fanden am 6. April 1941 statt.
|               | Ergebnis |                    |
| ------------- | -------- | ------------------ |
| AEL Limassol  | 9:0      | EPA Larnaka        |
| APOEL Nikosia | 5:0      | Olympiakos Nikosia |

## Finale
| Paarung        | APOEL Nikosia – AEL Limassol                                            |
| Ergebnis       | 2:1                                                                     |
| Datum          | 11. Mai 1941                                                            |
| Stadion        | GSP-Stadion, Nikosia                                                    |
| Schiedsrichter | Spyros Elia                                                             |
| Tore           | 1:0 Andreas Karamanis (37.) 2:0 Giorgos Lampertides 2:1 Pampos Michalas |